# Christian Friedrich Müller

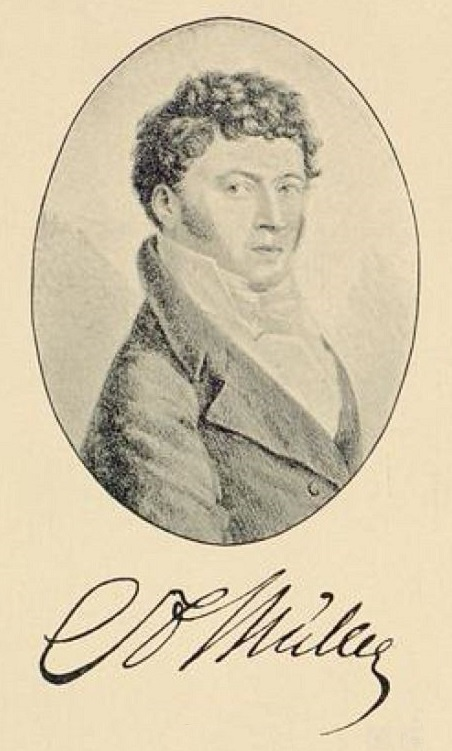
Christian Friedrich Müller

Christian Friedrich Müller (* 10. März 1776 in Karlsruhe; † 31. August 1821 ebenda) war ein deutscher Buchhändler, Drucker und Verleger. Er war der Gründer des C.F. Müller Verlag.

## Leben und Wirken
Christian Friedrich Müller wurde als Sohn des Hofbuchbinders Christian Andreas Müller und seiner Frau Marie Elisabeth geb. Burkhart im Jahr 1776 in Karlsruhe geboren. Er erlernte zunächst 1½ Jahre von seinem Vater die Grundkenntnisse des Buchbinderhandwerks. Danach begab er sich ab 1791 auf eine fünfjährige Wanderschaft. Ab 1796 war er als Buchhändler in Karlsruhe tätig und erhielt schon ein Jahr darauf am 1. September 1797 von Markgraf Karl Friedrich von Baden-Durlach das Privileg zur Aufstellung einer Druckerpresse. Trotz des Einwandes seines Bruders Johann Carl Müller, der nach dem Tod des Vaters die Funktion des Familienoberhauptes übernommen hatte, heiratete er 1798 die 9 Jahre ältere Dichterin Wilhelmine Müller geb. Maisch (1767–1807), Tochter des Neipperger Pfarrers Michael Maisch. Er wurde zu ihrem Verleger und veröffentlichte im Jahr 1800 in einer Sammlung ihre Gedichte und Episteln. Sie gab in seinem Verlag zwischen 1801 und 1807 auch das „Taschenbuch für edle Weiber und Mädchen“ heraus. Am 12. Dezember 1807 verstarb Wilhelmine Müller im 41. Lebensjahr an einem Nervenfieber.
Im Jahre 1800 verlegte Müller seinen Wohnsitz nach Pforzheim und übernahm dort die seit 1794 bestehende und von Karl Friedrich Macklot gedruckte Zeitung „Pforzheimer Wöchentliche Nachrichten“. Wieder zurück in Karlsruhe wurde Christian Müller 1803 zum kurfürstlich badischen Hofbuchdrucker ernannt und erhielt das Privileg zum Druck des Provinzialblatts der Badischen Markgrafschaft. Ebenso erhielt er von den Brüdern Macklot das Druckprivileg für das Karlsruher Wochenblatt. 1804 wurde der Betrieb um eine Kupferdruckerei und 1813 um eine Lithographische Anstalt erweitert. Von Johann Peter Hebel druckte und verlegte er 1811 und 1812 den „Rheinischen Hausfreund“. Im Jahre 1815 wurde Müller zum Hofbuchhändler ernannt.
In seine Zeit fallen die bedeutenden Gesetzgebungswerke wie die Sammlung der Landrechte, Landes-Ordnung der Markgrafschaft Baden-Baden, wie auch der Statuten der neu akquirierten Länder von Offenburg, Gengenbach u... / Baden-Baden. Karlsruhe: Müller, 1805/1806 sowie der Code Napoléon mit Zusätzen und Handelsgesetzen als Land-Recht für das Großherzogtum Baden (1809), bearbeitet und in einem sechsbändigen Kommentar (1809–1812) erläutert von Staatsrat Johann Nicolaus Friedrich Brauer, und die erste amtliche Karte Badens von Johann Gottfried Tulla (1812).
Auf dem 1811 erworbenen Grundstück Ecke Ritterstraße/Innerer Zirkel wurde nach Plänen Friedrich Weinbrenners das neue Geschäftshaus erbaut. Dieses Gebäude wurde 1816 und 1817 um Anbauten auf den Grundstücken am Zirkel und in der Lammstraße erweitert. Bis zum Jahr 1958 war hier der Sitz des Unternehmens C.F. Müller.
Nach seinem Tod führte seine zweite Ehefrau Ernestine Müller geborene Bouginé (1780–1844), Tochter des evangelischen Theologen Karl Joseph Bouginé, den Verlag von 1821 bis 1843 weiter. Danach übernahmen die Söhne Wilhelm Müller (1815–1890) und Carl Friedrich Theodor (1817–1866) den Betrieb.